# Doddakari Majara Kambampalli, Bangarapet
Doddakari Majara Kambampalli là một làng thuộc tehsil Bangarapet, huyện Kolar, bang Karnataka, Ấn Độ.